# Limnocentropus grandis
Limnocentropus grandis is een schietmot uit de familie Limnocentropodidae. De soort komt voor in het Oriëntaals gebied.